# Sverige i olympiska vinterspelen 2002
Sverige deltog i olympiska vinterspelen 2002. Sveriges trupp bestod av 102 idrottare, 56 män och 46 kvinnor.

## Medaljer

### Silver
- Alpin skidåkning
  - Damernas storslalom: Anja Pärson
- Snowboard
  - Herrarnas parallellstorslalom: Richard Richardsson

### Brons
- Alpin skidåkning
  - Damernas slalom: Anja Pärson
- Skidskytte
  - Damernas sprint 7,5 km: Magdalena Forsberg
  - Damernas distans 15 km: Magdalena Forsberg
- Ishockey
  - Damernas turnering: Sveriges damlandslag i ishockey

(Lotta Almblad, Anna Andersson, Gunilla Andersson, Emelie Berggren, Kristina Bergstrand, Ann-Louise Edstrand, Joa Elfsberg, Erika Holst, Nanna Jansson, Maria Larsson, Ylva Lindberg, Ulrica Lindström, Kim Martin, Josefin Pettersson, Maria Rooth, Danijela Rundqvist, Evelina Samuelsson, Therése Sjölander, Anna Vikman, Annica Åhlén)
- Längdskidåkning
  - Herrarnas dubbeljakt: Per Elofsson, retroaktivt brons då Johann Mühlegg, Spanien, åkt fast för dopning.

## Trupp
- Alpin skidåkning
  - Anja Pärson
  - Susanne Ekman
  - Janette Hargin
  - Patrik Järbyn
  - Markus Larsson
  - Ylva Nowén
  - Fredrik Nyberg
  - Anna Ottosson
  - Pernilla Wiberg
- Skidskytte
  - Magdalena Forsberg-Wallin
  - Carl-Johan Bergman
  - Björn Ferry
  - Henrik Forsberg
  - Tord Wiksten
  - Lina Engren
  - Karin Olsson
- Längdskidåkning
  - Per Elofsson
  - Lina Andersson
  - Jörgen Brink
  - Anna Dahlberg
  - Elin Ek
  - Mathias Fredriksson
  - Thobias Fredriksson
  - Morgan Göransson
  - Magnus Ingesson
  - Niklas Jonsson
  - Peter Larsson
  - Björn Lind
  - Urban Lindgren
  - Anna-Carin Olofsson
  - Jenny Olsson
  - Ulrika Persson
- Curling
  - Christina Bertrup
  - Elisabet Gustafson
  - Peja Lindholm
  - Louise Marmont
  - Peter Narup
  - Tomas Nordin
  - Katarina Nyberg
  - Elisabeth Persson
  - Magnus Swartling
- Freestyle
  - Fredrik Fortkord
  - Liselotte Johansson
  - Sara Kjellin
  - Patrik Sundberg
- Ishockey
- Damer
  - Lotta Almblad
  - Anna Andersson
  - Gunilla Andersson
  - Annica Åhlén
  - Emelie Berggren
  - Kristina Bergstrand
  - Ann-Louise Edstrand
  - Joa Elfsberg
  - Erika Holst
  - Nanna Jansson
  - Maria Larsson
  - Ylva Lindberg
  - Ulrica Lindström
  - Kim Martin
  - Josefin Pettersson
  - Maria Rooth
  - Danijela Rundqvist
  - Evelina Samuelsson
  - Therése Sjölander
  - Anna Vikman
- Herrar
  - 1 - Johan Hedberg
  - 32 - Mikael Tellqvist
  - 35 - Tommy Salo

- - 2 - Mattias Öhlund
  - 3 - Kim Johnsson
  - 4 - Fredrik Olausson
  - 5 - Nicklas Lidström
  - 10 - Marcus Ragnarsson
  - 14 - Mattias Norström
  - 29 - Kenny Jönsson

- - 11 - Daniel Alfredsson
  - 12 - Per-Johan Axelsson
  - 13 - Mats Sundin - C
  - 17 - Mathias Johansson
  - 19 - Mikael Renberg
  - 20 - Magnus Arvedson
  - 22 - Ulf Dahlén
  - 24 - Niklas Sundström
  - 40 - Henrik Zetterberg
  - 42 - Jörgen Jönsson
  - 91 - Markus Näslund
  - 92 - Michael Nylander
  - 96 - Tomas Holmström

- Rodel
  - Anders Söderberg
  - Bengt Walden
- Short track
  - Martin Johansson
- Snowboard
  - Richard Richardsson
  - Jonas Aspman
  - Daniel Biveson
  - Stephen Copp
  - Sara Fischer
  - Anna Hellman
  - Tomas Johansson
  - Janet Jonsson
  - Stefan Karlsson
  - Magnus Sterner
  - Åsa Windahl
- Hastighetsåkning på skridskor
  - Johan Röjler